# Universidad Católica de Trujillo
La Universidad Católica de Trujillo (UCT) es un centro de estudios superiores situado en el departamento de La Libertad, en la Provincia de Trujillo, Distrito de Moche, en Perú.

## Historia
La Universidad Católica de Trujillo Benedicto XVI fue fundada por el Arzobispado Metropolitano de Trujillo, el Excelentísimo Monseñor Héctor Miguel Cabrejos Vidarte, OFM. LA UCT fue autorizada el 30 de noviembre de 2000 e instalada el 1 de diciembre de 2000 por el Consejo Nacional para la Autorización de Funcionamiento de Universidades (CONAFU); aprobada por Resolución n.º 147-2000-CONAFU; y con Autorización Definitiva otorgada por Resolución n.º 084-2010-CONAFU siendo actualmente el Rector el Dr. Luis Orlando Miranda Díaz.  Actualmente cuenta con más de 22 carreras profesionales:https://web.archive.org/web/20141218193611/http://www.uct.edu.pe/pregrado/

## Rankings académicos
En los últimos años se ha generalizado el uso de rankings universitarios internacionales para evaluar el desempeño de las universidades a nivel nacional y mundial; siendo estos rankings clasificaciones académicas que ubican a las instituciones de acuerdo a una metodología científica de tipo bibliométrica que incluye criterios objetivos medibles y reproducibles, tomando en cuenta por ejemplo: la reputación académica, la reputación de empleabilidad para los egresantes, la citas de investigación a sus repositorios y su impacto en la web. Del total de 92 universidades licenciadas en el Perú, la Universidad Católica de Trujillo se ha ubicado regularmente dentro del tercio inferior a nivel nacional en determinados rankings universitarios internacionales.